# Ервін Сааведра
Ервін Сааведра (ісп. Erwin Saavedra, нар. 22 лютого 1996, Оруро) — болівійський футболіст, півзахисник клубу «Болівар».
Виступав, зокрема, за клуб «Болівар», а також національну збірну Болівії.

## Клубна кар'єра
Народився 22 лютого 1996 року в місті Оруро. Вихованець футбольної школи клубу «Болівар». Дорослу футбольну кар'єру розпочав 2014 року в основній команді того ж клубу, кольори якої захищає й донині.

## Виступи за збірні
Протягом 2015–16 років залучався до складу молодіжної збірної Болівії. На молодіжному рівні зіграв у 3 офіційних матчах.
2015 року дебютував в офіційних матчах у складі національної збірної Болівії. Наразі провів у формі головної команди країни 3 матчі.
У складі збірної був учасником розіграшу Кубка Америки 2016 року у США.

## Статистика виступів
| Сезон   | Команда   | Дивізіон | Чемпіонат | Чемпіонат | Кубок | Кубок | Плей-оф | Плей-оф | Континентальні кубки | Континентальні кубки |
| Сезон   | Команда   | Дивізіон | Ігор      | Голів     | Ігор  | Голів | Ігор    | Голів   | Ігор                 | Голів                |
| ------- | --------- | -------- | --------- | --------- | ----- | ----- | ------- | ------- | -------------------- | -------------------- |
| 2013/14 | «Болівар» | ПФЛ      | 12        | 2         | -     | -     | -       | -       | 12                   | 2                    |
| 2014/15 | «Болівар» | ПФЛ      | 39        | 2         | 4     | 0     | -       | -       | 43                   | 2                    |
| Разом   | Разом     | Разом    | 51        | 4         | 4     | 0     | -       | -       | 55                   | 4                    |